# Амогаварша III
Амогаварша III — імператор Раштракутів, був дядьком Говінди IV. Прийшов до влади внаслідок повстання васалів його племінника. Про його правління збереглось вкрай мало інформації. Дочка Амогаварші одружилась із Бхутугою II, правителем Західних Гангів, якому було передано велику територію як посаг.